# 震撼灵魂 (歌曲)
《震撼灵魂》是马来西亚已故巨星比·南利创作和演唱的歌曲，发行于1960年。这首歌红遍国内外，美国歌手罗伯曾改编此歌，歌曲名为《Whispers in the Wind》。知名华语歌手王力宏也曾在2023年马来西亚演唱会中选唱这首歌。